# Premium Truck Parts
Premium Truck Parts este o companie importatoare și distribuitoare de piese de shimb și consumabile pentru autovehicule comerciale din România.
Compania acoperă o cotă de circa 25-30% din piața pieselor de schimb și a consumabilelor pentru camioane (august 2008).
Premium Truck Parts operează 18 centre de distribuție în România și are în portofoliu aproximativ 50 de mărci de producători consacrați de piese și consumabile și câteva sute de mii de tipuri de produse.